# Kirgiz szom
A szom Kirgizisztán hivatalos pénzneme, használatát 1993-ban vezették be. A szó jelentése oroszul harcsa, kirgizül azonban jelentése „egy darab fémérc”, az a fizetőeszköz, ami a szovjet idők előtt volt forgalomban az országban. Az országban 2008 elején bevezették a fémpénzeket, hat különböző névértékben, addig csak papírpénz volt forgalomban.

## Története
A pénz külső megjelenésében Kirgizisztán önkifejezése, az ország büszkesége jelenik meg, figyelembe véve a forgalomban lévő készpénz mennyiségét, eloszlását és a mindennapi életben való tartós jelenlétét.
Kirgizisztán új pénze 1995 májusától kezdve konvertibilis, szabadon átváltható a Nemzetközi Valutaalap által jegyzett többi valutára.
Az új kirgiz pénz kilenc bankjegy formájában jelenik meg, az 5000, 1000, 500, 200, 100, 50, 20, 10, 5 és 1 szom értékű papírpénzen. A Kirgiz Nemzeti Bank és a Kirgiz Akadémia választotta ki azokat a személyeket, akik a kirgiz identitás és történelem szempontjából fontosak, így érdemesek arra, hogy bankjegyeken szerepeljenek.

szimbólum

A szom bankjegyeken megjelenő arcképek az ország művészeti múltjának egy-egy kiemelkedő képviselőjét mutatják be.
A pénzeken a portrén túl kirgiz kulturális motívumok, a képzőművészet kiemelkedő alkotásainak ábrázolása található.
A két alapgondolat megjelenését feljavítják a színek. Az ötlet, hogy Kirgizisztánnak gyönyörű, színes és vidám bankjegyei legyenek, 2000 végére valósult meg, amikor a magasabb névértékeket új kiadással pótolták.
2017-ben új szimbólumot vezettek be.

## Érmék
| Kép | Névérték | Műszaki paraméterek | Műszaki paraméterek | Műszaki paraméterek      | Leírás | Leírás          | Leírás                      | Dátumok    | Dátumok                 | Dátumok                 |
| Kép | Névérték | Átmérő              | Tömeg               | Összetétel               | Perem  | Előlap          | Hátlap                      | Első veret | Kibocsátás              | Visszavonás             |
| --- | -------- | ------------------- | ------------------- | ------------------------ | ------ | --------------- | --------------------------- | ---------- | ----------------------- | ----------------------- |
|     | 1 tijin  | 14 mm               | 1,0g                | acél sárgaréz bevonattal | sima   | tűzvirágfa      | Kirgizisztán címere, évszám | 2008       | nem került kibocsátásra | nem került kibocsátásra |
|     | 10 tijin | 15 mm               | 1,3 g               | acél sárgaréz bevonattal | sima   | tűzvirágfa      | Kirgizisztán címere, évszám | 2008       | 2008 január             | forgalomban             |
|     | 50 tijin | 17 mm               | 1,8 g               | acél sárgaréz bevonattal | sima   | tűzvirágfa      | Kirgizisztán címere, évszám | 2008       | 2008 január             | forgalomban             |
|     | 1 szom   | 19 mm               | 2,5g                | acél nikkel bevonattal   | recés  | tumar szimbólum | Kirgizisztán címere, évszám | 2008       | 2008 január             | forgalomban             |
|     | 3 szom   | 21 mm               | 3,2 g               | acél nikkel bevonattal   | recés  | tumar szimbólum | Kirgizisztán címere, évszám | 2008       | 2008 január             | forgalomban             |
|     | 5 szom   | 23 mm               | 4,2 g               | acél nikkel bevonattal   | recés  | tumar szimbólum | Kirgizisztán címere, évszám | 2008       | 2008 január             | forgalomban             |
|     | 10 szom  | 24,5 mm             | 5,4 g               | acél nikkel bevonattal   | recés  | tumar szimbólum | Kirgizisztán címere, évszám | 2009       | 2009. december 1.       | forgalomban             |

## Bankjegyek

### 1997-es, harmadik sorozat
| Kép    | Kép    | Címlet    | Méret       | Szín         | leírás                  | leírás                                  | dátumok   | dátumok             | dátumok     |
| Előlap | Hátlap | Címlet    | Méret       | Szín         | Előlap                  | Hátlap                                  | nyomtatás | kibocsátás          | visszavonás |
| ------ | ------ | --------- | ----------- | ------------ | ----------------------- | --------------------------------------- | --------- | ------------------- | ----------- |
|        |        | 1 szom    | 120 × 60 mm | zöld         | Abdilasz Maldibajev     | Komuz, külkjak, Biskeki filharmonikusok | 1999      | 2000. február 7.    | forgalomban |
|        |        | 5 szom    | 135 × 65 mm | kék          | Bübüszara Bejsenalijeva | Kirgiz Nemzeti Opera                    | 1997      | 1997. december 17.  | forgalomban |
|        |        | 10 szom   | 135 × 65 mm | zöld         | Kaszim Tinisztanov      | kirgiz hegyek és Dzseti-Oguz terület    | 1997      | 1997. december 17.  | forgalomban |
|        |        | 20 szom   | 135 × 65 mm | zöld-ibolya  | Togolok Moldo           | Manasz mauzóleuma                       | 2002      | 2002. augusztus 15. | forgalomban |
|        |        | 50 szom   | 145 × 70 mm | vörös-ibolya | Kurmandzsan Datka       | Özgön építészet                         | 2002      | 2002. augusztus 15. | forgalomban |
|        |        | 100 szom  | 150 × 72 mm | vörös        | Toktogul                | Han Tengri                              | 2002      | 2002. augusztus 15. | forgalomban |
|        |        | 200 szom  | 155 × 74 mm | sárga        | Alikul Oszmonov         | Iszik-köl                               | 2004      | 2004. augusztus 2.  | forgalomban |
|        |        | 500 szom  | 160 × 76 mm | ibolya       | Szajakbaj Karalajev     | Szajakbaj Karalajev és Manasz           | 2005      | 2005. november 2.   | forgalomban |
|        |        | 1000 szom | 165 × 78 mm | szürke-zöld  | Yūsuf Balasaguni        | Szulajman-hegy                          | 2000      | 2000. augusztus 28. | forgalomban |

### 2009-es, negyedik sorozat
2009. március 2-án vezették be az 5000 szomost, ami az új bankjegysorozat első tagja volt, majd július 1-jén a 20, 50, és 100 szomos bankjegyeket is bevezették. Egyben döntés született arról is, hogy a régi sorozat 1, 5 és 10 szomos bankjegyei helyett már csak az érmék maradnak forgalomban, a régi bankjegyeket kifutásukkal párhuzamosan kivonják forgalomból, azokat nem pótolják új bankjegyekkel.
Végül 2010. december 1-jén forgalomba hozzák a 200, az 500 és az 1000 szomos bankjegyeket is. 2017-ben új biztonsági elemeket vezettek be a bankjegyeken.
| Kép    | Kép    | Névérték   | Méret       | Szín         | Leírás               | Leírás                    | Dátumok           | Dátumok     |
| Előlap | Hátlap | Névérték   | Méret       | Szín         | Előlap               | Hátlap                    | kibocsátás        | visszavonás |
| ------ | ------ | ---------- | ----------- | ------------ | -------------------- | ------------------------- | ----------------- | ----------- |
|        |        | 20 szom    | 120 x 58 mm | vörös        | Togolok Moldo        | Tas-Rabat                 | 2009. július 1.   | forgalomban |
|        |        | 50 szom    | 126 x 61 mm | narancs      | Kurmandzsan Datka    | Özgün régészeti központja | 2009. július 1.   | forgalomban |
|        |        | 100 szom   | 132 x 63 mm | kék          | Toktogul             | Toktogul vízierőmű        | 2009. július 1.   | forgalomban |
|        |        | 200 szom   | 138 x 66 mm | sárga        | Alikul Oszmonov      | Iszik-köl                 | 2010. december 1. | forgalomban |
|        |        | 500 szom   | 144 x 68 mm | ibolya       | Szajakbaj Karalajev  | Manasz mauzóleum          | 2010. december 1. | forgalomban |
|        |        | 1 000 szom | 150 x 71 mm | szürke, zöld | Yūsuf Balasaguni     | Szulajman-hegy            | 2010. december 1. | forgalomban |
|        |        | 5 000 szom | 156 x 73 mm | fehér, zöld  | Szüjmönkul Csokmorov | Ala-Too                   | 2009. március 2.  | forgalomban |

### 2023-as, ötödik sorozat
| Kép    | Kép    | Névérték  | Méret       | Szín   | Leírás              | Leírás                                               | Dátumok           | Dátumok     |
| Előlap | Hátlap | Névérték  | Méret       | Szín   | Előlap              | Hátlap                                               | kibocsátás        | visszavonás |
| ------ | ------ | --------- | ----------- | ------ | ------------------- | ---------------------------------------------------- | ----------------- | ----------- |
|        |        | 20 szom   | 120 x 58 mm | vörös  | Togolok Moldo       | Tash-Rabat-erőd                                      | 2024. február 15. | forgalomban |
|        |        | 50 szom   | 126 x 61 mm | sárga  | Kurmandzsan Datka   | Özgün régészeti központja minarettel és mauzóleummal | 2024. február 15. | forgalomban |
|        |        | 100 szom  | 132 x 63 mm | kék    | Toktogul            | Kürpszáj-gát                                         | 2024. február 15. | forgalomban |
|        |        | 200 szom  | 138 x 66 mm | sárga  | Alikul Oszmonov     | Iszik-köl                                            | 2023. május 10.   | forgalomban |
|        |        | 500 szom  | 144 x 68 mm | ibolya | Szajakbaj Karalajev | Manasz mauzóleum                                     | 2023. május 10.   | forgalomban |
|        |        | 1000 szom | 150 x 71 mm | zöld   | Yūsuf Balasaguni    | Szulajman-hegy                                       | 2023. május 10.   | forgalomban |